# Institut Heartland
Pour les articles homonymes, voir Heartland.
 (décembre 2022).
 (janvier 2025).
 (janvier 2025).
La mise en forme du texte ne suit pas les recommandations de Wikipédia : il faut le « wikifier ».
Les points d'amélioration suivants sont les cas les plus fréquents. Le détail des points à revoir est peut-être précisé sur la page de discussion.
- Les titres sont pré-formatés par le logiciel. Ils ne sont ni en capitales, ni en gras.
- Le texte ne doit pas être écrit en capitales (les noms de famille non plus), ni en gras, ni en italique, ni en « petit »…
- Le gras n'est utilisé que pour surligner le titre de l'article dans l'introduction, une seule fois.
- L'italique est rarement utilisé : mots en langue étrangère, titres d'œuvres, noms de bateaux, etc.
- Les citations ne sont pas en italique mais en corps de texte normal. Elles sont entourées par des guillemets français : « et ».
- Les listes à puces sont à éviter, des paragraphes rédigés étant largement préférés. Les tableaux sont à réserver à la présentation de données structurées (résultats, etc.).
- Les appels de note de bas de page (petits chiffres en exposant, introduits par l'outil «  Source ») sont à placer entre la fin de phrase et le point final[comme ça].
- Les liens internes (vers d'autres articles de Wikipédia) sont à choisir avec parcimonie. Créez des liens vers des articles approfondissant le sujet. Les termes génériques sans rapport avec le sujet sont à éviter, ainsi que les répétitions de liens vers un même terme.
- Les liens externes sont à placer uniquement dans une section « Liens externes », à la fin de l'article. Ces liens sont à choisir avec parcimonie suivant les règles définies. Si un lien sert de source à l'article, son insertion dans le texte est à faire par les notes de bas de page.
- La présentation des références doit suivre les conventions bibliographiques. Il est recommandé d'utiliser les modèles {{Ouvrage}}, {{Chapitre}}, {{Article}}, {{Lien web}} et/ou {{Bibliographie}}. Le mode d'édition visuel peut mettre en forme automatiquement les références.
- Insérer une infobox (cadre d'informations à droite) n'est pas obligatoire pour parachever la mise en page.

Pour une aide détaillée, merci de consulter Aide:Wikification.
Si vous pensez que ces points ont été résolus, vous pouvez retirer ce bandeau et améliorer la mise en forme d'un autre article.
L'Institut Heartland (en anglais : Heartland Institute) a été créé en 1984 en tant que « Foreign Corporation » et reconnu comme organisme à but non lucratif de type 501c par l'Internal Revenue Service et se présente aujourd’hui comme étant à la fois un think-tank et un « action-tank » conservateur américain. Son siège est basé à Arlington Heights dans l’Illinois (dans la banlieue nord-ouest de Chicago). Son conseil d'administration compte quinze membres. En 2011, il employait 40 personnes à plein temps.
Il se consacre au développement des valeurs politiques conservatrices,, alternatives et libertariennes,, favorables au libre marché dans le domaine des services publics. Il finance, conduit, publie ou promeut des travaux sur les thèmes de réformes visant à privatiser l'éducation, à limiter les dépenses gouvernementales et la fiscalité, à limiter les dépenses publiques de santé et maintenir les libertés individuelles des fumeurs, buveurs d’alcool (et depuis 2017 des propriétaires d’armes à feu).
Ce groupe s’oppose notamment à l’écologisme, aux politiques antitabac qui pourraient limiter la liberté des fumeurs ou les contraindre à ne pas contribuer au tabagisme passif ; dans les années 1990, l'Institut Heartland a notamment collaboré avec l’industrie du tabac, ou plus précisément avec Philip Morris pour - sans nier que fumer pouvait induire un cancer chez le fumeur - remettre en question les études de risques du tabagisme passif pour la santé (voire pour nier ce risque) et pour faire pression contre les interdictions de fumer dans les lieux publics,.:233–34. 
Il s’oppose aussi aux actions de lutte contre le réchauffement climatique, et soutient les combustibles fossiles en promouvant la fracturation hydraulique (qui a permis le développement exponentiel du gaz de schiste aux États-Unis), devenant l’un des principaux partisans du déni du changement climatique,, combattant le consensus scientifique sur le réchauffement climatique ou mettant en doute sa validité, et affirmant que les politiques visant à le combattre le réchauffement nuiraient à l’économie américaine ; pour Heartland, la crise climatique n’existe simplement pas. Il est une des principales sources de propagande climatosceptiques,,. En février 2012, des journalistes d'investigation dévoilent des documents internes montrant que l'institut paye des scientifiques pour défendre des opinions climatosceptiques sur internet ou pour soumettre à des décideurs des rapports rédigés en ce sens,,. En mars 2017, l'institut a envoyé à vingt-cinq mille professeurs de sciences une brochure intitulée « Pourquoi les scientifiques ne sont pas d'accord avec le réchauffement climatique », ainsi qu'un DVD rejetant le rôle humain dans le changement climatique.

## Histoire
L'Institut Heartland a été fondé en 1984 par un homme d’affaires de Chicago nommé David H. Padden, qui a présidé l'organisation jusqu'en 1995.
D.H. Padden (aujourd'hui décédé d'une crise cardiaque) était un libertarien convaincu ; il a aussi dirigé l’Institut Cato (autre groupe de réflexion et de pression libertarien dont le siège est à Washington depuis sa fondation en tant que Fondation Charles Koch en 1974),,.Padden est aussi un ancien directeur de « Citizens for a Sound Economy », de l’ « Acton Institute (en)», de la « Foundation for Economic Education » et du Center for Libertarian Studies,.
Âgé de 26 ans, Joseph L. Bast est le premier employé de Heartland et il demeure jusqu'en 2017 le premier et le seul président et directeur en chef de Heartland. Son épouse (Diane Bast) est directrice des publications de Heartland,.
Dans les années 1990, Heartland a travaillé pour soutenir la compagnie de tabac Philip Morris afin de semer le doute sur les études qui montraient que le tabagisme passif augmente le risque de cancer, et pour faire pression contre les tentatives de réglementations gouvernementales en matière de santé publique et tabagisme passif.
En 1994, Heartland publie « Eco-Sanity: A Common-Sense Guide to Environmentalism (Madison Books) » qui diffuse l’idée que les environnementalistes sont alarmistes et que le risque climatique est fortement exagéré ou nul, voire qu’un réchauffement modéré pourrait être bénéfique à la planète ou à l’économie.
En 2008, Heartland publie un document intitulé («C’est la Nature qui détermine le climat, pas l'activité humaine».). À partir de cette année-là l’association organise activement des conférences et des stratégies visant à nier la réalité d’un large consensus scientifique sur le réchauffement climatique,. Le Think tank affirme qu’il existe de nombreux scientifiques pensant qu’il n’existe pas de risque climatique ou que le réchauffement n’est pas un problème.Il produit une liste de ces scientifiques et donnent la parole à certains d’entre eux lors de colloques presque annuels. La plupart de ces scientifiques ne sont cependant pas climatologues ou n’ont pas publié sur le sujet dans des revues à comité de lecture.
Après l'élection du président américain Barack Obama (en novembre 2008) l'Institut s'est ouvertement intégré dans le mouvement Tea Party qu’il a utilisé pour diffuser ses messages. Selon le directeur des communications de Hearland, lors de la sixième conférence internationale sur le changement climatique en 2011: «Le soutien des groupes du Tea Party dans tout le pays a été extrêmement précieux.» Heartland était parmi les organisateurs de la marche de protestation du Tea party de septembre 2009 et de la marche des contribuables sur Washington. Pour appuyer les activistes du Tea Party, Heartland a offert à ce parti de la littérature gratuite et d'autres formes d’assistance et a créé un site Web www.teapartytoolbox.org et distribué un livre gratuit, The Patriot's Toolbox,[réf. nécessaire].
En 2011 le journal Nature présente Heartland comme une force majeure chez les climatosceptiques (Tollefson, 2011) et l’année suivante The Economist le présente comme le plus influent dans le domaine du climatoscepticisme ; L’institut dit alors disposer de 40 personnes employés à temps plein et 150 personnes associées (chercheurs, etc.) ; il parle ailleurs d’environ 500 personnes du milieu académique ou économistes professionnels étant conseillers pour la politique (policy advisors) dont 200 environ sont aussi des élus américains (conservateurs ou républicains).
En 2018, dans le cadre d’une campagne de soutien à Scott Pruitt, le président de Heartland a par un courrier public félicité Donald Trump pour s’être « retiré de l'accord sur le climat de Paris, qui tue l’emploi et avoir « demandé à l'administrateur de l'EPA, Scott Pruitt, d'abroger les réglementations environnementales nuisibles et inutiles (…) Pruitt a également renversé le Clean Power Plan illégal, mis fin à la « science secrète » et « poursuivi et réglé » à l'EPA, et annulé les normes CAFE irréalisables qui produisent des véhicules dont le public ne veut pas et que la science n'exige pas. Il s'agit d'un bilan positif d'une réforme inégalée par l'un ou l'autre des prédécesseurs de Pruitt - et en effet, il s'agit d'une correction essentielle après des décennies de dépassement et d'abus de pouvoir de la part de l’EPA. ».

## Positions politiques
L’Institut préconise une libéralisation aussi large que possible du marché. Ses orientations politiques ont été décrites comme conservatrices, libertaires, et de droite,, ou d’extrême droite[source insuffisante].
L'Institut encourage le déni du changements climatiques, après avoir longuement défendu « les droits des fumeurs », la privatisation des ressources et de certains biens communs, y compris l’école et l’éducation. Il préconise une réduction des taxes et impôts, ainsi que des subventions et crédits d'impôt pour les entreprises individuelles.
En complément de ses activités directes de lobbying, Heartland héberge une application informatique pour l'Internet dite "Policybot" qui sert de plate-forme d'échange avec d'autres organisations conservatrices ou libertariennes telles que The Heritage Foundation, l'American Legislative Exchange Council, et l'Institut Cato.
Selon le 11e classement annuel (rapport 2017 publié en 2018) du classement « Global Go To Think Tank Index Report » réalisé par le Lauder Institute via le projet « Think Tanks and Civil Societies Program » de l’Université de Pennsylvanie, parmi 85 think-tans étudiés dans le monde pour leur capacité de réseautage, Heartland apparait 44e (Best Think Tank Network Table 36, p. 150) pour sa « capacité à développer, mobiliser et entretenir efficacement un réseau dans un environnement où les organisations sont étroitement liées les unes aux autres » et il était classé 32e sur 64 en matière de développement d’idées ou paradigmes nouveaux (pour sa « capacité à définir la conception structurelle appropriée à la satisfaction des besoins fonctionnels ».
L’institut a proposé un plan d'action pour l’administration Trump et abondamment commenté les actions de D. Trump depuis son élection.

## Heartland et la réglementation du tabac
Heartland a longtemps systématiquement remis en question les liens entre toutes les formes de tabagisme passif, cancer du poumon et coûts sociaux-économiques imposés par les fumeurs à la société via les coûts de santé.
L’une des premières campagnes publiques de Heartland a porté contre la réglementation du tabac. D'après le Los Angeles Times, en 2012, c’est pour son plaidoyer en faveur de l'industrie du tabac (et pour le climatoscepticisme) que Heartland était le plus connu du grand public.
Au cours des années 1990, l'Institut a travaillé avec l’industriel cigarettier Philip Morris pour mettre publiquement en question les liens entre tabagisme, la fumée passivement inhalée et les risques pour la santé. Philip Morris a commandité Heartland pour écrire et distribuer des rapports sur ces thèmes. Heartland a notamment publié une étude qui est un résumé d’un rapport conjointement rédigé par l'Association of Private Enterprise Education (en) et Philip Morris. Il a aussi porté diverses autres actions moins publiques au nom de l'industrie du tabac, en particulier des réunions organisées avec des législateurs, des séances d'information officieuses et la production d'éditoriaux, d'entrevues à la radio et de lettres:233–34.
Un «plan quinquennal» interne de Philip Morris, daté de 1993 et portant sur les moyens de freiner la réglementation concernant la fumée de tabac dans l’environnement a été retrouvé. Il était consacré aux moyens de soutenir les efforts de l'Institut,.
En 1996, Joe Bast (PDG de Heartland) dans un essai intitulé "Joe Camel est Innocent!", affirme que les soutiens financiers de l'industrie du tabac aux campagnes politiques du parti républicain sont probablement dues au fait que les républicains s’étaient engagés à lutter contre l'utilisation de ce qu’il nomme un pseudo-science (« junk science ») par la Food and Drug Administration et son « jumeau maléfique » l’agence américaine de protection de l’environnement (EPA).
ans la« Lettre du Président » du numéro de juillet 1998 de The Heartlander, J. Bast publie un autre essai intitulé "Cinq Mensonges sur le Tabac", qui cherche à convaincre que « fumer avec modération a peu d’effets néfastes sur la santé, voire aucun effet »,.
En 1999, J. Bast référence ses essais en sollicitant Philip Morris pour un nouveau soutien financier » écrivant que « Heartland fait beaucoup de choses au profit des résultats financiers de Philip Morris, des choses qu'aucun autre organisme ne fait » ; Un dirigeant de Philip Morris (le Directeur des affaires industrielles de la firme) était membre du conseil d'administration de l’Institut Heartland.
En 2005 alors que la lutte contre le tabagisme passif progressait dans le monde entier, l'Institut s’opposait encore à l'interdiction de fumer dans les espaces publics de Chicago (à l'époque l'une des interdictions les plus strictes émises aux États-Unis) mais le consensus sur les risques du tabagisme a néanmoins fini par s’imposer aux États-Unis, permettant une législation protégeant une partie de l’espace public de la fumée de cigarette.

## Heartland et le réchauffement climatique
C’est le second grand thème traité par l’Institut, qui s'oppose cette fois au consensus scientifique sur la réalité du changement climatique, affirmant que le degré de changement climatique n'est nullement catastrophique, qu’il pourrait même au contraire être bénéfique,, et que les coûts économiques des tentatives d’atténuer ce changement climatique dépassent ses avantages.Selon le New York Times, Heartland est «la principale organisation américaine qui pousse le scepticisme face au changement climatique». L'Institut est notamment membre de la "Cooler Heads Coalition », un groupe dédié au déni de la science du changement climatique qui agit depuis 1997 en ce sens,:151.
En 2010, Naomi Oreskes et Erik M. Conway écrivent dans leur livre Les Marchands de doute que l'Institut était connu aux États-Unis pour « sa remise en question systématique de la science du climat, pour sa promotion d’« experts »n’ayant que peu voire pas du tout publié dans les revues scientifiques à comité de lecture et pour son parrainage d'une conférence organisée à New York en 2008 alléguant que le travail de la communauté scientifique sur le réchauffement climatique est faux:233.
L’ouvrage « Oxford Handbook of Climate Change and Society » dans un chapitre intitulé « Organized Climate Change Denial » (Déni organisé du changement climatique) identifie Heartland comme un groupe de réflexion conservateur aux intérêts fortement centrés sur les questions environnementales et climatiques, et impliqué dans le déni du changement climatique:149.
Heartland a « émergé comme une force dans le déni du changement climatique" dans la décennie 2003-2013 », Selon le sociologue Riley Dunlap (de l'Université d'État d’Oklahoma) et selon le professeur de sciences politiques Peter J. Jacques (de l'Université de centre-Floride).
"Le personnel de l'Institut « reconnaît que le changement climatique est une menace profonde pour nos systèmes économiques et sociaux et il nie donc sa réalité scientifique", écrit Naomi Klein dans « This Changes Everything »:211.
L’Institut Heartland est aussi membre d’une coalition dénommée « Cooler Heads Coalition »:151 créée le 6 mai 1997 sous l’égide de la "National Consumer Coalition", porté par une organisation aujourd’hui dissoute (Consumer Alert). Cette coalition se décrit comme un groupe politique conservateur  de pression, américain, informel, créé ad hoc et dédié au démantèlement du mythe du changement climatique,,. Cette coalition est financée et gérée par le Competitive Enterprise Institute pour professer le déni du changement climatique, notamment envers les élus et le gouvernement américains pour qu’ils arrêtent leurs efforts en faveur de la protection du climat (dont en sortant de l’Accord de Paris),,.
Fred Singer (qui s’est notamment fait connaitre par son refus de reconnaitre l’implication des UV solaires et du trou de la couche d’ozone dans l’augmentation du risque de développer certains cancers de la peau, puis par son déni du risque de cancer induit par le tabagisme passif) dirige le Projet « Science and Environmental Policy » de Heartland,
En mars 2017 aux États-Unis l'émission TV Frontline de journalisme d’enquête a estimé que « l'influence de Heartland sur la politique climatique nationale était à son apogée ».
En 2017 à Houston, Heartland a organisé une conférence "America First Energy Conference" sur le thème d’une énergie pour l’Amérique d’abord (qui présente la politique énergétique de l’administration Trump comme un progrès), renouvelée mi-2018 à la Nouvelle-Orléans.

### Liste de scientifiques présentés par Heartland comme doutant du réchauffement climatique
En 2008, l'Institut a commencé à publier une liste visant à identifier « 500 scientifiques ayant exprimé des doutes documentés sur les craintes de réchauffement de la planète ».
Un article du Sydney Morning Herald a rapporté que le travail de Jim Salinger, scientifique en chef de l'Institut national de l’eau et de la recherche atmosphérique, a été « déformée » dans le cadre d'une « campagne de déni ».
En réponse à la critique, l'Institut a changé le titre de sa liste en « 500 scientifiques dont la recherche contredit les craintes de réchauffement planétaire », mais sans retirer aucun nom de sa liste, et Avery a reconnu que "Tous ces chercheurs ne se décriraient pas comme des sceptiques du réchauffement climatique »... mais en ajoutant que « les preuves dans leurs études sont là pour tout le monde ». Alors que le président de l’Institut (Joseph Bast) faisait valoir que les scientifiques " n'ont aucun droit - légalement ou éthiquement - d'exiger que leur nom soit retiré « de cette liste.

### Création du NIPCC
À partir de 2008, Heartland publie les travaux d’un groupe dénommé Nongovernmental International Panel on Climate Change (NIPCC), créé par le Science & Environmental Policy Project de Fred Singer et soutenu par l'institut Hearland, composé de scientifiques qui analysent les travaux du Groupe d'experts intergouvernemental sur l'évolution du climat (GIEC) et d'autres études relatives au changement climatique.
Le travail agrégé du NIPCC est diffusé aux États-Unis sous le nom de « "Climate Change Reconsidered" « («changement climatique reconsidéré») et conclut - en contradiction avec le GIEC et en contradiction avec le consensus de la communauté scientifique que les émissions anthropiques de gaz à effet de serre ne conduiront pas à un réchauffement planétaire dangereux ni même à un changement climatique.

### Conférences internationales sur les changements climatiques
Selon le Los Angeles Times, les « conventions" de Heartland sur les personnes qui doutent du changement climatique sont une des choses pour lesquelles Heartland est largement connu. De 2008 à 2015, l'Institut a ainsi organisé dix conférences internationales sur le changement climatique, réunissant des centaines de personnes se présentant comme sceptiques quant à la réalité du réchauffement climatique. Parmi les conférenciers invités figure Richard Lindzen, professeur de météorologie au MIT; Roy Spencer, chercheur et climatologue à l'Université de l'Alabama à Huntsville ; Fred Singer, membre de l'Institut et fondateur de l'École des sciences environnementales et planétaires de l'Université de Miami et directeur fondateur du National Weather Satellite Service; Harrison Schmitt, ancien astronaute de la NASA et Apollo 17 Moonwalker, géologue de formation ; le Dr John Theon, scientifique de l'atmosphère et ancien superviseur de la NASA; et Wei-Hock «Willie» Soon, un employé à temps partiel de la Division de la physique solaire et stellaire (SSP) du Centre d'astrophysique Harvard-Smithsonian.
Ces conférences se présentent comme scientifiques, mais sont aussi politiques : ainsi dès la première conférence (2008), les participants ont critiqué les avis scientifiques du Groupe d'experts intergouvernemental sur l'évolution du climat mais aussi Al Gore,.
En 2010, la BBC rapporte que la nature fortement politisée des conférences de Heartland a conduit certains sceptiques du climat « modérés » à les éviter.
En 2011 un article du journal « The Nation » présente la 6e conférence comme « le principal rassemblement de ceux qui se sont engagés à nier le consensus scientifique écrasant selon lequel les activités anthropiques réchauffent la planète ».
En 2012, la 7e conférence fait l’objet d’un documentaire publié en octobre « Climate of Doubt », par Frontline, une série de la TV publique qui produit des documentaires originaux et approfondis.
À la fin de cette 7e conférence, le président de Heartland (Joseph Bast) annonçait que le cycle de ces conférence serait sans doute discontinu, mais une huitième conférence est aussitôt organisée à Munich (en Allemagne, les 30 novembre et 1er décembre de cette même année 2012). En 2014 une neuvième conférence se tient en juillet à Las Vegas (Nevada),.
en 2015, la dixième conférence se tient à Washington D.C, avec comme conférenciers des personnalités comme Bast, Soon, Christopher Monckton (3e vicomte de Brenchley, orateur public britannique et pair héréditaire conservateur, qui a été journaliste, conseiller politique conservateur, candidat de l’UKIP et qui promeut aussi le climatoscepticisme,,, son européoscepticisme et les politiques sociales), J. Scott Armstrong (ancien astronaute), Walter Cunningham (analyste politique), Indur M. Goklany, (physicien), William Happer (géologue), Don Easterbrook et représentant américain Lamar S. Smith (R-TX), président du Comité des sciences, de l'espace et de la technologie de la Chambre.

### Mai 2012 campagne d'affichage "Unabomber"
Le 4 mai 2012, Heartland lance dans la région de Chicago une nouvelle campagne d’affichage publicitaire destinée à entretenir ou développer le climatoscepticisme. Une phrase interrogative : « Je crois toujours au réchauffement planétaire, et vous ? » était associée à un portrait de Ted Kaczynski dit«Unabomber», un meurtrier et « terroriste intérieur » très connu aux États-Unis dont les bombes ont fait 23 blessés et 3 tués,. L’Institut avait planifié de poursuivre cette campagne en présentant la même phrase avec le meurtrier Charles Manson, le dirigeant communiste Fidel Castro (et peut-être Oussama ben Laden). L'Institut a justifié le contenu de ses panneaux d'affichage en affirmant que « les principaux défenseurs du réchauffement climatique ne sont pas des scientifiques, mais des assassins, des tyrans et des fous ».
Ces panneaux d'affichage ont "déclenché d’immédiates et vives réactions dans les médias et réseaux sociaux, dont une pétition lancée par le groupe de plaidoyer « Forecast the Facts » appelant les entreprises commanditaires de Heartland à immédiatement lui retirer leur financement", et a poussé James Sensenbrenner Jr. (R-Wis.) à menacer d'annuler son discours lors de la septième Conférence internationale sur le changement climatique que Heartland était en train d’organiser (Sensenbrenner a finalement pris la parole à cette conférence).
Face aux réactions Heartland a arrêté sa campagne dans les 24 h, mais son président a refusé de s’excuser. Cette campagne a aussi conduit à la démission de deux des douze membres du conseil de Heartland et la démission de presque tout le bureau de Heartland à Washington DC, emportant avec lui le plus gros projet de l'Institut (sur l'assurance). Le personnel chargé de l'ancien projet d'assurance Heartland a fondé un nouvel organisme (le R Street Institute) en annonçant qu'il «ne promouvrait pas le scepticisme face au changement climatique» .
À la suite d’une fuite de documents internes de 2012 et de la controverse engendrée par cette campagne d’affichage, Heartland a perdu une part substantielle de ses fonds : de grandes entreprises ou groupes l’ayant soutenu, dont la Fondation General Motors cherchent maintenant à s’en dissocier.
Selon l’ONG rationaliste « Forecast the Facts », Heartland a perdu dans l’année plus de 825 000 $, soit le tiers environ de sa collecte annuelle de fonds d'entreprise. Ce déficit aurait conduit l’Institut à faire parrainer la conférence sur le climat de l'Institut (mai 2012) par l’Heritage Foundation et le lobby du charbon de l’Illinois, (Illinois Coal Association, dont c’est le premier don publiquement cité à Heartland).
Et la société de télécommunications AT & T, la firme de services financiers BB & T, la compagnie de boissons alcoolisées Diageo et environ deux douzaines de compagnies d’assurance stoppent leurs financements (dont la State Farm et l’United Services Automobile Association),,,.
De même pour Les sociétés pharmaceutiques Amgen, Eli Lilly, Bayer et GlaxoSmithKline Heartland's May, 2012 climate conference was smaller than previous years.
La conférence sur le climat de Heartland en mai 2012 a moins de succès que les années précédentes.

### Octobre 2012: abrogation des mandats sur l'énergie renouvelable
L'Institut rédige un modèle de législation visant à abroger les mandats sur les énergies renouvelables, telles que l’énergie solaire et l’énergie éolienne.
Ce modèle de loi est présenté à l'American Legislative Exchange Council (ALEC, une organisation à but non lucratif qui réunit des législateurs du parti conservateur de tous les États américains et des représentants des lobbies du secteur privé, afin de préparer des projets de loi au niveau de l'État central et des gouvernements des États des États-Unis).
Le conseil d'administration de l'ALEC a adopté cette législation type en octobre 2012.

### Juin 2013: Académie des sciences de Chine
En 2013, l'Académie chinoise des sciences publie en Chine un rapport de l’Institut. La préface de la version chinoise de ce document comprend toutefois un avertissement selon lequel l’Académie chinoise n'a pas approuvé les points de vue de ce rapport mais qu’elle le publie pour éclairer le débat public et à encourager la discussion sur les points de vue alternatifs,,.
Cependant en mai-juin, l'Institut Hearland annonce que l'Académie chinoise des sciences soutient ses points de vue, et déclare que cette publication a un poids scientifique significatif, . L'Académie chinoise des sciences répond à cette annonce en déclarant : « L'affirmation de l'Institut Heartland sur l'approbation de son rapport par le TAS est complètement fausse », précisant que l’Académie ne soutient aucunement les vues de l'Institut, et demandant une rétractation,.

### Avril 2015: Conseil du Vatican sur le changement climatique
Le 28 avril 2015, l'Église catholique co-organise avec l'ONU au Vatican un conseil relatif aux implications morales et religieuses du réchauffement climatique, intitulé : Protect the earth, protect humanity (« Protéger la terre, protéger l’humanité »).
Ce Conseil est accueilli par l'Académie pontificale des sciences du Vatican en présence du secrétaire général des Nations Unies. Des présidents d’États, des PDG, des universitaires, des scientifiques et des représentants des principales religions du monde y sont invités et s’y rendent.
L'Institut y envoie une délégation pour organiser un contre-évènement et tenter de présenter une opinion dissidente. Alors qu’un encyclique du pape François sur l'environnement est également annoncée et attendue pour l’automne, au début du processus de la conférence le Heartland Institute organise une conférence de presse à l'hôtel Columbus (non loin de la place Saint-Pierre de Rome) où il tente de faire valoir que la science du climat ne justifie pas une reconnaissance par le Pape du Groupe d'experts intergouvernemental sur l'évolution du climat des Nations unies (GIEC). « Nous sommes ici pour empêcher le pape de commettre l'erreur d'avoir l'ONU comme conseiller, car il ne comprendra pas tout », a déclaré Jim Lakely, l’un des porte-parole de Heartland, dans ses remarques liminaires, ajoutant que selon Heartland « le réchauffement de la planète ne repose pas sur des faits car les données des Nations Unies sur les changements climatiques sont inexactes depuis 1990 » précisant que le réchauffement climatique est en fait « la combinaison de l'abandon de la méthode scientifique d’analyse du changement climatique », d’éléments en faveur d’un « alarmisme climatique », et d’une « corruption pure et simple », et déclarant que le pape commettrait une grave erreur en faisant confiance aux Nations unies car ce ne serait "pas crédible scientifiquement ». Il a aussi reproché à l'ONU de préconiser des politiques - particulièrement dans le domaine énergétique, - qui selon lui maintiendraient les pauvres « dans une misère plus grande encore ». Joseph Bast (le directeur de l'Institut Heartland) affirmant de son côté qu'il n'y avait aucune preuve empirique - « la seule qui compte » - démontrant que l'utilisation de combustibles fossiles provoque le réchauffement climatique, ajoutant « J'exhorte le pape François à protéger les pauvres en rejetant les politiques qui tentent de saper les énergies abondantes, fiables et abordables que sont les combustibles fossiles ».
Après la fin de ce Conseil du Vatican, Marc Morano de l'Institut Heartland s’est invité dans une conférence de presse donnée par le Secrétaire général Ban Ki-moon qui rendait alors compte de sa rencontre avec le Pape. Morano a interrompu le secrétaire général et le modérateur, en demandant que les climatosceptiques puissent parler. Après quelques minutes, il a été escorté hors des locaux par des fonctionnaires du Vatican.
Le Heartland échoue à convaincre le Vatican car dans son encyclique Laudato si' (datée du 24 mai 2015 mais publiée le 18 juin 2015, qui met à jour la doctrine sociale de l’Église sur l’écologie et notamment liste les arguments moraux invitant l'Église à prendre sa part dans la lutte contre le changement climatique), le Pape insiste au contraire sur le « consensus scientifique très solide qui indique que nous sommes en présence d’un réchauffement préoccupant du système climatique ». Il insiste sur le fait que le changement climatique « constitue l’un des principaux défis actuels pour l’humanité », et va affecter en premier lieu les populations les plus pauvres, les plus fragiles, qui ne pourront pas se protéger de ses conséquences.
En 2015, en réponse à l'encyclique papale et en anticipant la visite du pape François aux États-Unis (en septembre 2015), Gene Koprowski, directeur marketing de l'Institut, affirme que « des formes du paganisme reviennent aujourd'hui dans l’Église ».

## Points de vue sur les budgets publics
Avec une vision libertarienne, l’Institut critique les budgets et les codes fiscaux fédéraux, étatiques et locaux actuels.
Parmi les points de vue et avis budgétaires émis par l'Institut, reviennent régulièrement les incitations à privatiser les services fédéraux dans un marché toujours plus concurrentiel, à modifier le code fiscal en le simplifiant et en mettant en œuvre des subventions d'épargne pour les contribuables.
En 1987, l'Institut plaide par exemple pour prise de possession du complexe de logements sociaux Cabrini-Green Homes de la Chicago Housing Authority par une coopérative privée ou d'une conversion en copropriété.
En 1990, il préconise de réduire les impôts dans l'Illinois au motif que cela favoriserait la croissance de l'emploi.
En 1999 puis en 2000, il préconise de privatiser le réseau autoroutier à péage de l'Illinois
En 2008, dans le domaine de la culture, il s’oppose aux subventions de l'État et aux crédits d'impôt pour les productions cinématographiques locales, affirmant que les gains économiques sont moindres que les incitations.

### Scolarité et «centre pour la transformation de l’éducation»
En mars 2017, un « Centre de Transformation de l'éducation" est créé par l'Institut Heartland, qui a ensuite lancé un envoi non-sollicité d'un livre intitulé « Why Scientists Disagree About Global Warming » (pourquoi des scientifiques ne sont pas d’accord avec le réchauffement climatique », rédigé et édité par l’Institut), accompagné d’un DVD. Il a été envoyé à 200 000 professeurs devant aux États-Unis enseigner les sciences aux enfants (de la maternelle à l’âge de 12 ans). Ce livre était accompagné d’un courrier d’accompagnement donnant un lien vers un guide en ligne de planification des cours.
Le Centre national pour l'enseignement des sciences a réagi en expliquant que ce matériel n'est pas de la science et qu’il est destiné à embrouiller les enseignants,.

## Dans le domaine de l’éducation
L'Institut appuie le développement d'écoles à charte (publiques), de crédits d'impôt pour études dans les écoles privées et d’aides financières pour les élèves à faible revenu qui fréquentent une école K-12 publique ou privée choisie par leur famille, ainsi que la réforme Parent Trigger commencé en Californie.
L'Institut soutient l'introduction de réformes du marché dans le système éducatif public de la maternelle à la 12e année. Il présente cette solution comme augmentant la concurrence et offrant donc plus d'options aux parents et à leurs enfants.
En 1994, l'Institut critique les efforts de réforme des écoles publiques de Chicago, préconisant une privatisation des écoles publiques et des "bons d’école".
En 2014, il publie « Rewards: How to Use Rewards to Help Children Learn – and Why Teachers Don't Use Them » (Des récompenses : Comment utiliser les récompenses pour aider les enfants à apprendre - et pourquoi les enseignants ne les utilisent pas), document co-écrit par le président de Heartland (Joseph Bast), qui soutient que le système d'éducation publique devrait encourager les meilleurs élèves.

## Points de vue sur la sécurité sociale et la santé publique
L'Institut Heartland après avoir plaidé un abandon des politiques de lutte contre le tabagisme passif, plaide pour des réformes du marché de la santé, d’une manière opposée à ce que propose le président Obama.
Heartland s'oppose fortement au contrôle de l’État sur l'industrie des soins de santé.
Heartland soutient la prise en charge par chacun de ses frais de santé, via les comptes d'épargne santé (HSAs pour « Health Savings Accounts »). Le Think-tank propose aussi de remplacer les déductions fiscales fédérales pour les soins de santé faites à l'employeur par un crédit d'impôt remboursable permettant un « choix individuel » de l'assurance santé, tout en supprimant les réglementations fédérales et provinciales sur les soins de santé (pour les prestataires (soignants et industrie médicale) comme pour les consommateurs (soignés, malades).Il propose aussi de réduire les coûts induits par les poursuites pour faute professionnelle.
En 2010, Heartland publie un ouvrage de 66 pages, The Obamacare Disaster, écrit par Peter Ferrara, un opposant à la loi sur la protection des patients et les soins abordables.
In 2015 the institute filed an amicus curiae brief in support of the petitioner in King v. Burwell, a Supreme Court case challenging income tax subsidies to those who enroll in health insurance under the Patient Protection and Affordable Care Act via the federal as opposed to the state health insurance exchanges.[103][104]
En 2015, l'Institut dépose un mémoire en tant qu’amicus curiae à l'appui du pétitionnaire dans l’affaire « King v. Burwell », portée devant la Cour suprême et contestant les subventions d'impôt sur le revenu aux personnes qui adhèrent à l'assurance-maladie dans le cadre de la loi sur l’assurance maladie dite "Patient Protection and Affordable Care Act",.

## Fracturation hydraulique
L'Institut soutient aussi l'industrie pétrogazière et en particulier les nouveaux modes d'extraction du gaz de schiste, notamment accusée par le film Gasland de polluer l’environnement et de mettre en péril la santé des riverains par le fracking (fracturation hydraulique) qui s’est fortement et rapidement développé aux États-Unis.
Selon Heartland cette technique de stimulation de puits dans laquelle la roche est fracturée par des liquides pressurisés est sans danger ; l'Institut publie de nombreux textes et essais à l'appui des fracking dans divers journaux nationaux,,,.
Le 20 mars 2015, sur le programme Your World with Neil Cavuto (en) de la chaine Fox News le directeur scientifique de Heartland (Jay Lehr) a ainsi nié que la fracturation hydraulique ait des effets prouvés sur l’environnement tout en acceptant une législation renforcée si elle peut rassurer le public,.

## Financement de l'institut
L'Institut Heartland ne divulgue pas ses sources de financement.
Selon ses brochures, il reçoit des dons d'argent d'environ 1 600 personnes individuelles et organisations, et aucun don d'une seule et même entreprise ne représente plus de 5 % de son budget de fonctionnement, bien que le chiffre pour les donateurs individuels puissent être beaucoup plus élevé. Ainsi, d'après une information issue de documents qui auraient dû rester internes à l'institut, une seule et même personne, anonyme, a offert 4,6 millions de dollars américains en 2008, et 979 000 $ en 2011, ce qui représente 20 % du budget global. L'institut Heartland affirme qu'il n'accepte pas de fonds publics et n'effectue pas de recherche sous contrat pour des groupes d'intérêts.
Il semble que l'institut a reçu un financement de fondations politiques conservatrices telles que la Fondation Castle Rock (en), la Sarah Scaife Foundation (en), la John M. Olin Foundation (en) et la Bradley Foundation (en). En 2011, l'Institut a reçu 25 000 US$ de la Charles G. Koch Foundation, bien que cette fondation affirme que la contribution était « 25 000 $ à l'Institut Heartland en 2011 pour la recherche en soins de santé, et non pas à propos du changement climatique ».
Des compagnies pétrolières et de gaz ont contribué à l'Institut Heartland, dont plus de 600 000 $ pour la société ExxonMobil entre 1998 et 2005 ; Greenpeace a d'ailleurs affirmé que l'Institut Heartland a reçu près de 800 000 $ de la société ExxonMobil. En 2008, ExxonMobil a déclaré qu'ils allaient cesser de financer des groupes climatosceptiques, y compris Heartland,,. Joseph Bast (en), président de l'Institut Heartland, a fait valoir qu'ExxonMobil a tout simplement souhaité se distancier de Heartland dans un souci d'image publique.
L'Institut Heartland a également reçu un financement et le soutien de compagnies de tabac Philip Morris, Altria et Reynolds American, et les entreprises de l'industrie pharmaceutique GlaxoSmithKline, Pfizer et Eli Lilly.
En 2006, la Fondation de la famille Walton (dirigée par la famille du fondateur de Walmart) avait contribué pour environ 300 000 $ à l'Institut Heartland. L'institut a publié un éditorial dans The Courier-Journal défendant Walmart contre les critiques à propos de son traitement des travailleurs. Les dons de la Fondation de la famille Walton n'ont pas été divulgués dans l'éditorial, et le rédacteur en chef du Courier-Journal a déclaré qu'il n'était pas au courant de la connexion et qu'il n'aurait probablement pas publié l'éditorial s'il en avait été informé. L'institut a déclaré que ses auteurs « ne sont pas payés pour défendre Wal-Mart » et ne reçoivent pas de financement de la société.

### Sources de financement
L'Institut ne divulgue plus ses sources de financement, déclarant qu'il avait mis fin à sa pratique de transparence sur ces donateurs après avoir subi le harcèlement organisé de ces derniers[Quand ?].
Selon Heartland, en 2016, l'institut a reçu de l'argent d'environ 5 000 individus et organisations, et aucune entité en tant que telle ne donne plus de 5 % du budget de fonctionnement du think-tank, mais les sommes versées par certains donateurs individuels peuvent être beaucoup plus élevé (un donateur unique a versé 4,6 millions de dollars en 2008 et 979 000 dollars en 2011, soit 20 % du budget global de Heartland) selon des documents divulgués relatif à un plan de collecte de fonds. Selon Heartland, en 2016, 5,5 millions de dollars de dons ont été récoltés auprès d'environ 5 000 sources (Fondations 67 %, particuliers 19 %, entreprises 11 %) et aucune entreprise donatrice ne contribue à plus de 5 % de ses recettes totales (le site internet indique 6 000 sources de dons en 2018).
D’après Bast, dans la revue Heartlander, Heartland ne mène pas de recherche sous contrat pour des groupes d'intérêts spéciaux et selon son site internet (en 2018), il ne reçoit que des fonds privés ; « aucun financement d'aucun gouvernement, national ou étranger, et n'effectue aucun travail gouvernemental ou contractuel ». Ses comptes sont validés par un cabinet d’experts-comptables (Tighe, Kress & Orr, PC.)
Les sociétés pétrogazières ont contribué aux budgets de l'Institut, avec par exemple 736 500 $ de la part d’ExxonMobil (de 1998 à 2005), et Greenpeace a rapporté que Heartland a reçu près de 800 000 dollars d’ ExxonMobil.
En 2008, ExxonMobil a cependant déclaré qu'il cesserait de financer des groupes « climatosceptiques » y compris Heartland,,, ce qui a été commenté par Joseph Bast (alors président de l’Institut) comme un éloignement d’ExxonMobil de Heartland simplement par souci de son image publique.
L'Institut a aussi été financé par l’industrie du tabac (Philip Morris:234) Altria et Reynolds American, et l'industrie pharmaceutique (GlaxoSmithKline, Pfizer et Eli Lilly).
State Farm Insurance, USAA et Diageo sont d'anciens soutiens de l’institut.
Selon The Independent les dons d'Exxon et Philip Morris indiquent un "lien direct... entre les sceptiques anti-réchauffement climatique financés par l'industrie pétrolière et les opposants aux preuves scientifiques que le tabagisme passif peut nuire à la santé". L'Institut s’est opposé à la législation sur le tabagisme passif comme portant atteinte à la liberté individuelle et aux droits des propriétaires de bars et autres établissements.
En 2006, la Fondation « Walton Family Foundation" a versé environ 300 000 $ à Heartland. L'Institut a publié une tribune dans le Courrier-Journal de Louisville pour défendre Walmart contre les critiques faites quant à sa manière de traiter ses employés. Les dons de la Walton Family Foundation n'ont pas été divulgués dans l'éditorial, et le rédacteur en chef du Courrier Journal a déclaré qu'il ne connaissait pas le lien et qu'il n'aurait probablement pas publié l'éditorial s'il l'avait su. Le journal « St. Petersburg Times" a qualifié l'Institut de «défenseur particulièrement énergique de Wal-Mart ». Heartland a répondu que ses auteurs n'étaient pas «payés pour défendre Wal-Mart» et n'avaient pas reçu de financement de l’entreprise, sans citer les 300 000 dollars reçus de la Walton Family Foundation.
En 2010, l’ONG MediaTransparency a déclaré que Heartland recevait des fonds de fondations politiques conservatrices telles que la Castle Rock Foundation (en), la Sarah Scaife Foundation (en), la John M. Olin Foundation (en) et de la Lynde and Harry Bradley Foundation (en)
De 2002 à 2010, le Donors Trust (en), un Fonds orienté par les donateurs, controversé, car pouvant recevoir de manière anonyme de grandes sommes d’argent, avec d’importantes exonérations fiscales pour les donateurs) et pouvant être facilement détourné de ses objectifs théoriquement philanthropiques) a accordé 13,5 millions de dollars à l'Institut.
En 2011, l'Institut a reçu 25 000 dollars de la Fondation caritative Charles G. Koch qui affirme que cette somme devait être affectée à la recherche en santé, et non sur des actions relatives au changement climatique, et que c'était le premier et le seul don fait par la Fondation depuis plus de dix ans.
En 2012, un grand nombre de sponsors ont retiré leur financement au think-tank en raison des fuites qui ont eu lieu sur sa stratégie sur le changement climatique et/ou de la controverse autour de sa campagne d'affichage. L'Institut aurait ainsi perdu environ 825 000 $, soit le tiers des collectes de fonds prévues pour l’année selon The Guardian.
Selon un audit financier de l'organisation présenté au ministère de la Justice de l’État de Californie, respectivement environ 27 % (en 2014) et 19 % (en 2015) des revenus de l’Institut provenaient respectivement d'un seul donateur non identifié.

## Fuites de documents de 2012
Le 14 février 2012, le site internet DeSmogBlog consacré à la réfutation de fausses informations sur le réchauffement climatique a publié plus de cent pages de documents provenant de l'Institut Heartland. Heartland a confirmé que certains documents internes avaient été illégalement soustraits (par des demandes faites par mail sous une fausse identité) tout en insistant sur le fait que l'un d'eux, dit « mémo sur la stratégie climatique » a été selon l’Institut créé pour discréditer l’Institut,,.
Les documents ont d’abord circulé de manière anonyme puis Peter Gleick un scientifique travaillant sur l'eau a reconnu être à l'origine de cette fuite,.
Ils comprenaient une planification de collecte de fonds, un compte rendu de réunions du conseil d'administration et le budget de l'organisation pour 2012,.
Ces documents ont été analysés par les principaux médias anglo-saxons (dont le New York Times, le Guardian, l’United Press International et l'Associated Press. Ils citaient des donateurs tels que Charles G. Koch Charitable Foundation, Microsoft, General Motors, Comcast, Reynolds American, Philip Morris (en), Amgen, Bayer, GlaxoSmithKline, Pfizer et Eli Lilly, des sociétés vendant de l’alcool et un donateur anonyme ayant versé 13 millions de dollars lors des cinq dernières années. Ils contenaient aussi des détails sur de l'argent versé par l'institut pour la promotion d'entités climatosceptiques et pour soutenir leurs programmes ; en particulier pour le fondateur du Centre d'étude du dioxyde de carbone et du changement climatique. M. Carter (1 667 $ par mois), pour Craig Idso (en) (11 600 $ par mois), le physicien Fred Singer (5 000 $ plus les frais par mois), le géologue Robert M. Carter (1 667 $ par mois) et pour le blogueur et ancien météorologue Anthony Watts (en) (90 000 $).
Certains de ces documents ont aussi révélé un plan mis en place par l'Institut pour développer des matériels pédagogiques à fournir aux enseignants aux États-Unis afin qu’ils promeuvent le scepticisme climatique, plans confirmés par l'Associated Press,,,,,. Les documents ont également révélé le plan de 612 000 $ de Heartland pour soutenir Wisconsin Act 10 (en) et pour influencer les élections de rappel du Wisconsin appelé "opération Angry Badger." ,.
Carter et Watts ont confirmé avoir ainsi été payés.
Plusieurs ONG environnementales ont alors appelé General Motors et Microsoft à rompre leurs liens avec Heartland et des climatologues ont appelé Heartland à « reconnaître que ses attaques contre la science et les scientifiques ont empoisonné le débat sur la politique de changement climatique ».
Gleick a été attaqué par l'institut qui considère qu'il n’a pas ainsi joué un rôle de lanceur d’alerte ; il décrit la manière dont il a obtenu ces documents comme étant « une faute grave de jugement professionnel et éthique » et a dit qu'il « regrettait profondément ses propres actions dans cette affaire », ajoutant qu’il avait été aveuglé par sa frustration face aux attaques - souvent anonymes, bien financés et coordonnés - de la science et des scientifiques du climat qui empêchent le débat, et par le manque de transparence des organisations impliquées. Le 24 février, il a écrit au conseil d'administration de l'Institut du Pacifique pour demander un «congé temporaire» à l'Institut,.
Le conseil d'administration s'est déclaré «profondément préoccupé par les événements récents» impliquant les documents Gleick et Heartland, et a nommé un nouveau directeur exécutif intérimaire le 27 février
Gleick a été réintégré plus tard à l'Institut du Pacifique après qu'une enquête a constaté qu'il n’avait pas produit de faux documents, et il s'est excusé d'avoir obtenu ces documents par la tromperie,.